# Aleksandar Josipović
Aleksandar Josipović je međunarodno priznat marketer, autor i bivši plesni šampion.

## Biografija
Aleksandar je rođen 15. januara 1981. godine u Lazarevcu, tadašnjoj SFRJ. Od svoje devete godine počeo je da se bavi plesom i tokom svoje plesne karijere osvaja 9 titula nacionalnog šampiona u sportskom plesu, finalista je Zlatnog svetskog kupa (Engleska) i polufinalista u Svetskom kupu (Mađarska). Igrao je i nastupao za mnoge kraljevske porodice kao i predsednike zemalja. Aleksandar je jedan od najuspešnijih igrača ali i pedagoga u svetu koji potiču sa jugoslovenskih prostora. U srodstvu je sa Antonom Josipovićem, olimpijskim pobednikom u boksu (Los Anđeles 1984.) i sa hrvatskim kompozitorom, univerzitetskim profesorom i predsednikom Ivom Josipovićem. Državljanin je Francuske i Srbije.

## Obrazovanje i rad
- 2000 - 2002. Matematički fakultet Univerziteta u Beogradu
- 2005 - 2009. Centre national de la Danse, Pariz, Francuska
- 2006 - 2007. Postdiplomske studije „Dance movement therapy, Codarts Academy”, Roterdam, Holandija
- 2008 - 2009. Master iz Neurolingvističkog programiranja, UCSC, SAD[3]

Uporedo sa svojom plesnom karijerom, od 2002. godine Aleksandar radi kao konsultant i šef marketinga.
Radio je na projektima u oblasti medija, mode, šou biznisa, ugostiteljstva, produkcije, plesne pedagogije, kulture, obrazovanja i savremene psihologije u Francuskoj, Srbiji, Sloveniji, Bosni i Hercegovini, Holandiji, Finskoj, SAD, Španiji, Letoniji, Rusiji, Italiji, Belgiji, Austriji...
U periodu od 2013. do 2015. bio je direktor odeljenja za profesionalno usavršavanje u Nacionalnoj fondaciji za igru i organizator je nekoliko međunarodnih plesnih seminara u Srbiji.

## Karijera
Nakon 11 godina u lazarevačkom klubu, 2001. godine dobio je poziv da igra u Kini, u šou programu francuskog kabarea Pariz Paradiz. Tokom sledeće godine, na predlog koreografkinje Klodet Volker ubrzo je počeo da se raspituje o audiciji za Mulen Ruž. U čuveni kabare primljen je nakon tročasovne audicije, i tamo nastupa kao solista čitavu deceniju, do 2012. godine. Jedini je Srbin koji je ikada igrao na pozornici Mulen Ruža.
Nastupio je na Pesmi Evrovizije 2008. godine kao Master of Ceremonies.
Bio je jedan od sudija u televizijskom šou programu „Ples sa zvezdama”
Od 2015. godine živi u Dubaiju gde uspešno radi kao direktor marketinga i konsultant.

## Dela
Objavio je svoju prvu knjigu u Srbiji na temu plesne pedagogije „Lets dance - nove metode u plesnoj pedagogiji”, kao i osnove plesa „Da li ste za ples?”, „Život je igra, zato igraj pametno”. Neke od ovih knjiga preporučene su od strane -a. Autor je i nekoliko radova u poznatim naučnim i lifestyle magazinima u Evropi i Aziji. Sav prihod od svoje četvrte knjige „Tajni govor tela” dao je u humanitarne svrhe za ugrožene u poplavama 2014.

## Spoljašnje veze
- | zvanična veb stranica Aleksandra Josipovića
- Aleksandar Josipović |
- Aleksandar Josipović |
- Aleksandar Josipović | [мртва веза]
- Aleksandar Josipović |